# Neguinho de Zé Ferreira
Genildo Ferreira de França, conhecido como Neguinho do Zé Ferreira (Santo Antônio dos Barreiros, Rio Grande do Norte, 1970 — Santo Antônio do Potengi, 22 de maio de 1997), foi um spree killer brasileiro que matou catorze pessoas na cidade de Santo Antônio do Potengi, Rio Grande do Norte, em aproximadamente dois dias. Ele foi encurralado pela polícia e cometeu suicídio dando um tiro no peito.

## Vida
Genildo nasceu em Santo Antônio dos Barreiros e serviu para o 7.º Batalhão de Engenharia de Combate, em Natal até janeiro de 1990, aonde ele desenvolveu uma afinidade em armas e foi considerado um excelente atirador. Foi casado duas vezes e teve três filhos.
Genildo tinha um comportamento imprevisível, tinha explosões de raiva, durante seus transtornos ele ameaçava de morte.
Em 1995 ele testemunhou o atropelamento do seu filho, Iuri, por um motorista de táxi, acontecimento que deixou Genildo perturbado. O motorista do táxi nunca foi punido pelo atropelamento de Iuri.
Em setembro de 1995 Genildo e sua esposa Mônica se separaram por um mês. De acordo com Maria das Dores Barbalho, Mônica inventou uma história que Genildo seria homossexual, que teria flagrado ele na cama com Edilson Carlos do Nascimento. O boato se espalhou rapidamente pelo bairro e as pessoas, principalmente seu sogro, Baltazar Jorge de Sá, começaram a falar por trás dele sobre sua homossexualidade. Genildo nunca perdoou sua esposa por ela ter espalhado o boato, e frequentemente ameaçava de morte a ela e sua família desde então.
De acordo com seu irmão Genilson, Genildo afirmou que depois de perder seu filho e sua honra de ser um homem, ele não tinha nada a perder. Ele também relatou que Genildo chamou uma funerária em outubro de 1995 e ordenou um caixão para seu próprio funeral, que nunca foi entregue, e também convidou alguns de seus amigos a cavar seu túmulo. Quando eles chegaram em sua casa, eles acreditavam que ele estava brincando e chamaram a polícia, que então procurou a casa de Genildo e pegaram duas armas e duzentos cartuchos de munição. Genildo ordenou outro caixão em fevereiro de 1997, dizendo ao empresário que ele iria se suicidar, e começou a rir quando chegou.
Durante quatro anos, Genildo abriu um bar, "Bar do Iuri", depois da morte do seu filho, e foi sua principal fonte de renda. Porém, quando o bar ganhou a reputação de ser um "reduto para homossexuais", os seus clientes começaram a afastar-se do bar e faliu dois meses antes do tiroteio, Segundo a polícia, o bar era uma moradia para viciados em drogas, aonde Genildo, que fumava maconha, lidava com drogas. Depois de fechar, Genildo vendeu um freezer e outros equipamentos do seu bar, usando o dinheiro para comprar armas. Quando foi perguntado sobre a venda por um vizinho, ele respondeu que precisava do dinheiro para fazer uma viagem com alguns amigos.
De acordo com a tia de sua esposa, Genildo teve um alteração com sua esposa um mês antes do tiroteio, e após o acontecido ela voltou a morar com seus pais. Durante a noite, Genildo chegou à sua casa e acordou-os gritando que mataria toda a família, se sua esposa não voltasse para casa. Uma semana depois, Genildo disse a sua esposa que estava preparando uma viagem, desejando que ele pudesse levá-la e toda a família com ele. Cerca de cinco dias antes do tiroteio, Genildo disse a um vizinho que seus detratores e devedores logo receberiam sua recompensa.

## Chacina
De acordo com seu amigo Francisco de Assis Ramos dos Santos, de 27 anos, Genildo planejou o crime por um ano, e nos dias anteriores a chacina ele tinha examinado a área para um lugar ao qual ele queria atrair suas vítimas. Genildo também explicou seu plano para sua amante, Valdenice Ribeiro da Silva, de 16 anos, cerca de duas semanas antes da chacina, dizendo-lhe que dirigiria a cidade para matar todos os que lhe devessem alguma coisa, e que ele a levaria refém, para que ela pudesse contar o que aconteceu. Valdenice disse mais tarde que não contou a ninguém do plano, porque Genildo ameaçou matá-la, se contasse. De acordo com Valdenice, Genildo queria fugir para o distrito de Coqueiros após a chacina para assistir as repercussões de seus crimes na TV, dizendo: "Nós vamos ser famosos, vamos aparecer no país todo." Ele também esperava ser entrevistado por Josimar Gomes da Silva, apresentador de um programa chamado "Patrulha Policial" que era exibido na TV Ponta Negra, onde ele queria explicar que ele não era gay.
Genildo tinha uma lista de cerca de 20 pessoas que queria matar, tais porque lhe devessem dinheiro, ou por espalharem rumores de que ele seria homossexual. Durante a chacina ele usava um colete de camuflagem e estava armado com uma pistola semi-automática com dois carregadores com capacidade de 15 balas, bem como um revólver calibre 38 com um silenciador, ambos fabricados pela Taurus, e tinha com ele cinco caixas de munição com um total de 250 balas, uma faca de caça e uma bolsa de nylon. Durante cinco dos assassinatos, Genildo foi ajudado por Francisco de Assis Ramos, que estava segurando as mãos de suas vítimas nas costas.

### Dia 21
No dia 21 de maio entre às 16:00 e 18:00 em São Gonçalo do Amarante, o primeiro a ser morto foi o motorista de táxi Francisco Marques Carneiro, que estava namorando a sua ex-mulher e fez comentários sobre a sua homossexualidade, com um tiro na testa. Depois de por o corpo de Francisco no porta-malas do seu Fiat Palio, Genildo dirigiu-se para o seu amigo Francisco de Assis Ramos dos Santos, onde chegou às 18h, convidando ele, e pegou Valdenice Ribeiro da Silva para se juntar a ele para um passeio. Questionados após os assassinatos e por que ajudaram Genildo e não aproveitaram uma de suas múltiplas oportunidades para fugir, Francisco Ramos e Valdenice relataram que foram intimidados pelo atirador, que ameaçou matá-los e a suas famílias se tentassem escapar.
Juntos eles foram até a casa de Elias dos Anjos Pimenta, chegando lá por volta das 19:30. Depois que Elias Pimenta, que devia R$10 a Genildo, juntou-se ao trio de Genildo eles dirigiram-se até a casa do seu sogro, Baltazar Jorge de Sá, a quem eles pediram para ajudar com a entrega de uma vaca. Em um bosque, Genildo ordenou que seu sogro e Elias Pimenta se ajoelhassem, e os matou.
Genildo e seus dois companheiros dirigiram-se para a casa de Manoel Brito Marcolino, um fazendeiro com quem Genildo anteriormente havia discutido, exigindo que Marcolino parasse de espalhar rumores sobre sua masculinidade. Eles chegaram lá aproximadamente às 20:30 e pediu-lhe para ajudá-los a comprar uma espingarda. João Maria Silva de Lima, que estava visitando Marcolino, se ofereceu para se juntar a eles. Genildo eventualmente matou os dois por espalharem rumores de que ele era homossexual.
O trio então se dirigiu de volta para Santo Antônio do Potengi e as 21h eles convidaram Edilson Carlos do Nascimento a uma festa. Depois de atirar em Edilson Carlos, Genildo teria gritado "Quero ver agora você dizer por aí que me comeu." Os corpos de Manoel Marcolino, João Maria de Lima, e Edilson Carlos Nascimento foram encontrados mais tarde junto em um matagal perto de Guajiru, uma aldeia a 2 km de Santo Antônio do Potengi, todos eles mortos com tiros na cabeça e peito. De acordo com Francisco Ramos e Valdenice da Silva, Genildo ria freneticamente ao matá-los, e pedia perdão a Deus depois.
Por volta de 21:30 Genildo deixou Francisco Ramos na cidade, enquanto ele, junto com Valdenice Silva, se dirigia para sua própria casa, onde ele chegou entre 21:30 e 23:00. Lá ele se aproximou de sua esposa, Mônica, que estava conversando com seu irmão Erasmo Fidelis de Sá, e atirou nela quatro vezes, atingindo-a três vezes. Genildo disse para Erasmo de Sá para sair, já que ele nada tinha contra ele. E então escreveu uma carta a Valdenice da Silva, que ele deixou com o corpo de sua esposa. Depois, o casal tomou Mateus, filho de Genildo, de 8 meses, e trouxe-o para sua prima Maria dos Anjos F. de Souza, dizendo-lhe que sua esposa estava doente.
Durante a noite Genildo foi dito ter procurado por William Duarte Nobre Junior, vindo a sua casa três vezes, mas devido a uma quebra de seu caminhão, William Nobre não voltou para casa naquela noite. Ele também visitou vários membros de sua família para dizer adeus,  e contou para a sua irmã mais nova, Hosana, que ele estava em uma missão.

### Dia 22
No dia seguinte, por volta das 6 horas, o trio chegou à casa dos pais de Genildo, José Ferreira e Maria do Carmo. Genildo os levou para o quintal de sua casa, apontou suas armas para eles e os ameaçou de morte. Então o seu irmão Genilson perguntou por que Genildo queria matar seus pais, e ele respondeu que não queria que sua família sofresse pelo que estava fazendo, mas antes que pudesse pôr em prática suas intenções, o sargento da polícia militar Francisco de Assis Bezerra e o soldado Ilton de Lima Ciríaco, que estava à procura do atirador, chegou à cena. Genildo disparou contra eles, atingindo fatalmente Bezerra duas vezes na cabeça e ferindo Ciríaco no ombro.
Genildo, abandonou seu plano de matar seus pais, voltou para a casa de seu sogro, onde ele e Valdenice da Silva chegaram às 6:30, para procurar as duas filhas de Erasmo de Sá, que já estavam na escola naquele horário. Depois de matar sua sogra Tereza Carlos Ribeiro, Genildo dirigiu para a casa de sua ex-esposa Maria Valdete Rafael da Costa, apenas 200m de distância, e matou ela, e também a mãe dela, Francisca Neide Rafael da Costa, quando ela tentou ajudá-la. Ele então levou sua filha de cinco anos Nayara (ou Gislaine de acordo com outras fontes) e caminhou de volta para sua própria casa, deixando o carro para trás.
Genildo e Valdenice da Silva chegaram a seu destino às 6h45, e enquanto procuravam no bairro um homem chamado Aruanã, que Genildo também suspeitava de espalhar rumores sobre sua alegada homossexualidade, eles encontraram o seu vizinho Flávio Silva de Oliveira, que era um mudo e estava dormindo. Genildo matou Flávio de Oliveira, supostamente por ter feito gestos de mão indicando que Genildo tinha uma preferência sexual por homens, e mais tarde matou o motorista de caminhão Fernando Correia de Souza na frente da casa.
Às 7:30, Antônio Josemberg Campelo, um mensageiro de Telern que já havia testemunhado o assassinato do sargento Bezerra e também ficou com dúvidas sobre a sexualidade de Genildo, foi morto por Genildo na rua com sete tiros. Durante isso, Genildo era perseguido por cerca de 120 policiais, que se aproximavam cada vez mais dele. Ele escapou da polícia escondendo-se em escolas e em várias casas, cujos habitantes ele ameaçou de morte, até às 12:10, ele finalmente foi cercado em uma plantação de banana perto de uma fábrica de cerâmica a apenas 2 km de sua casa. Depois de deixar Valdenice da Silva e sua filha irem, Genildo disparou contra o seu próprio peito com seu revólver e se envolveu em um tiroteio com a polícia (que havia destacado 250 agentes em sua perseguição), até que finalmente morreu de seu auto-infligido disparo. A polícia depois atirou em sua cabeça até que ficasse irreconhecível. Além de suas armas ele ainda tinha 104 cartuchos de munição não usada e uma faca em sua posse.

### Vítimas
| - Mônica Carlos de França, 19, esposa de Genildo - Baltazar Jorge de Sá, 43, sogro de Genildo - Tereza Carlos Ribeiro, 41, sogra de Genildo - Maria Valdete Rafael da Costa, 24, ex-mulher de Genildo - Francisca Neide Rafael da Costa, 46, mãe de Maria Valdete - Manoel Brito Marcolino, 48, vizinho dos pais de Genildo - Francisco de Assis Bezerra, 38, sargento da policia militar | - Fernando Correia de Souza, 42, motorista de caminhão - Edilson Carlos do Nascimento, 29, ceramista - Elias dos Anjos Pimenta, 28, ceramista - Antônio Josemberg Campelo, 18, mensageiro - Francisco Canindé Marques Carneiro, 37, motorista de Táxi - João Maria Silva de Lima, 38, fazendeiro - Flávio Silva de Oliveira, 22 |

### Carta de suicídio
| Carta |
| O motido deu escrever estas poucas linhas, não é pra justificar o erro que eu fiz, mais só assim eu consegueria provar pra todo mundo, e deixo o desafio pra qualquer um que queira provar que eu era homo-sexual, nem eu era, nem vou ser por esse comentário foi que aconteceu toda essa tragédia eu não me sinto como pessoa normal depois desse falso que levantaram contra minha pessoa. Aqui eu escrevo minhas palavras finais, Poderam dizer que eu fiquei louco mais mesmo assim eu recomendo a alma de todos para Deus. E espero que Deus me perdoe por esse ato que eu fiz, mais era minha única solução. eu espero que essa carta seja enviada para J. Gomes para que ele divulgue para o público, e que aconselhe a todos a não levantar falsos do seu próximo. Paro aqui porque não tenho mais condições. Para todos desejo uma vida de dignidade a qual não tive. Eu posso até não vingar a morte do meu filho se não tiver condições. Tava difício viver não aceito na sociedade pelo simples caboclo que me levantou um falso mais agora está morto. Eu imploro perdão de todos que tentam me compreender. eu não fiz esto por prazer fiz forçado. Ainda continuando deixo um forte abraço e um beijo pra toda minha família, e que toda minha família não emporta a religião, más que todos se reúnam e construam uma forte corrente de oração para que Deus tome conta de minha alma. ADEUS PARA TODOS Escreve Jenildo |

## Resultado
Valdenice Ribeiro da Silva foi presa imediatamente após o tiroteio, sendo suspeita de ter sido cúmplice de Genildo. Segundo ela, ela e Genildo haviam fumado maconha antes e durante o massacre. No dia seguinte, Francisco de Assis Ramos dos Santos também foi preso pela polícia sob a acusação de ter ajudado Genildo com o assassinato de cinco pessoas.
No dia 23 de Maio o corpo de Genildo foi sepultado, com a ausência de sua família no cemitério de Bom Pastor em Natal, enquanto o enterro de dez de suas vítimas no mesmo dia em São Gonçalo do Amarante foi assistido por cerca de 3000 pessoas e sob a presença da polícia para evitar um tumulto.

## Cultura popular

### Cinema
Um documentário sobre o massacre de Genildo, chamado Sangue do Barro, feito por Mary Land Brito e Fabio DeSilva, foi lançado em 2009.